# Vasiliká (Béotie)
Vasiliká, en grec moderne : Βασιλικά, est un village du dème des Lébadéens, dans le district régional de Béotie, en Grèce-Centrale.
Selon le recensement de 2011, la population du village s'élève à 38 habitants.